# The Electric Warlock Acid Witch Satanic Orgy Celebration Dispenser
 The Electric Warlock Acid Witch Satanic Orgy Celebration Dispenser  es el sexto álbum de estudio del músico estadounidense Rob Zombie, publicado el 29 de abril de 2016. El álbum debutó en la posición No. 6 en la lista de éxitos Billboard 200, vendiendo 40 000 copias en su primera semana en el mercado.

## Lista de canciones
Todas las letras escritas por Rob Zombie, toda la música compuesta por Rob Zombie y John 5. 
| N.º | Título                                                                 | Duración |  |
| 1.  | «The Last of the Demons Defeated»                                      | 1:32     |  |
| 2.  | «Satanic Cyanide! The Killer Rocks On!»                                | 3:00     |  |
| 3.  | «The Life and Times of a Teenage Rock God»                             | 2:53     |  |
| 4.  | «Well, Everybody's Fucking in a U.F.O.»                                | 2:43     |  |
| 5.  | «A Hearse That Overturns with the Coffin Bursting Open» (Instrumental) | 1:30     |  |
| 6.  | «The Hideous Exhibitions of a Dedicated Gore Whore»                    | 2:46     |  |
| 7.  | «Medication for the Melancholy»                                        | 2:26     |  |
| 8.  | «In the Age of the Consecrated Vampire We All Get High»                | 2:15     |  |
| 9.  | «Super-Doom-Hex-Gloom Part One» (Instrumental)                         | 1:29     |  |
| 10. | «In the Bone Pile»                                                     | 2:33     |  |
| 11. | «Get Your Boots On! That's the End of Rock and Roll»                   | 2:46     |  |
| 12. | «Wurdalak»                                                             | 5:30     |  |

## Créditos
- Rob Zombie – voz
- John 5 – guitarra
- Piggy D. – bajo
- Ginger Fish – batería
- Zeuss – teclados, programación